# Mikoyan-Gurevich Ye-152A
Mikoyan-Gurevich Ye-152A (tên ký hiệu của NATO Flipper - Bàn tay) là một mẫu máy bay thử nghiệm của Liên Xô, đây là mẫu máy bay thử nghiệm được phát triển dựa trên máy bay chiến đấu MiG-21. Và những kết quả bay của nó sau này đã được sử dụng trong việc chế tạo MiG-25.

## Lịch sử
Ye-150 là một mẫu máy bay được OKB MiG phát triển cho mục đích nghiên cứu thử nghiệm máy bay có tốc độ siêu âm và sử dụng loại động cơ mới được phát triển bởi phòng thiết kế Tumansky, loại động cơ mới này có thể đạt đến tốc độ Mach 3.0 trên độ cao lớn, và mẫu máy bay này sẽ là loại máy bay tiêm kích đánh chặn (đây chính là MiG-25). Động cơ là loại Tumansky R-15-300 có lực đẩy là 6.840 kg và 10.150 kg với nhiên liệu phụ trội, Ye-150 bay lần đầu tiên vào 8 tháng 7-1960, và đã đạt được đến tốc độ Mach 2.65 hay 2.816 km/h và trên độ cao là 22.500 m. Song song với phát triển loại máy bay Ye-150, một mẫu máy bay đánh chặn mọi thời tiết dựa trên các nghiên cứu của Ye-150 cũng được phát triển, đó là Ye-152A. Nó được gắn 2 động cơ đã được thử nghiệm kỹ lưỡng Tumansky R-11F-300, sau khi những vấn đề phát sinh của động cơ loại lớn R-15 đã dẫn đến những sự trì hoãn.

Kết quả là, máy bay đánh chặn Ye-152A đã sẵn sàng cho các chuyến bay trước khi sự nghiên cứu Ye-150 có kết quả hoàn toàn, Ye-152A bay lần đầu tiên vào 10 tháng 7-1959. Nó có 2 động cơ R-11F-300 có lực đẩy là 3.900 kg và 5.740 kg với nhiên liệu phụ trội, Ye-152A được dự định lắp loại radar Uragan 5B ở đầu mũi và 2 tên lửa tầm xa dẫn đường được phát triển riêng cho MiG K-9 (K-155). Các chuyến bay thử nghiệm kết thúc sau 55 chuyến bay và chỉ có 2 chuyến bay Ye-152A mang tên lửa không đối không K-9.

## Thông số kỹ thuật (Ye-152A)

### Đặc điểm riêng
- Phi đoàn: 1
- Chiều dài: 19.00 m
- Sải cánh: 8.49 m
- Chiều cao: N/A
- Diện tích cánh: 34.02 m²
- Trọng lượng rỗng: N/A
- Trọng lượng cất cánh: 13.960 kg
- Động cơ: 2x động cơ R-11F-300 lực đẩy 3.900 kg và 5.740 kg với nhiên liệu phụ trội

### Hiệu suất bay
- Vận tốc cực đại: 2.500 km/h
- Tầm bay: N/A
- Trần bay: 19.800 m

### Vũ khí
- 2x tên lửa không đối không K-9 (K-155)
- radar Uragan 5B

## Nội dung liên quan

### Máy bay có cùng sự phát triển
- Mikoyan-Gurevich MiG-21
- Mikoyan-Gurevich Ye-152P

### Danh sách máy bay thử nghiệm
MiG Ye-50 - MiG I-7U - MiG SM-12 - MiG I-75 - MiG Ye-152A - MiG Ye152P - MiG Ye-8